# Кондратенко, Александр Викторович
Алекса́ндр Ви́кторович Кондрате́нко (8 июня 1975 — 30 декабря 2004) — украинский зоолог, териолог и орнитолог.

## Биография
Родился и прожил всю свою жизнь в поселке городского типа Станица Луганская. Выпускник Луганского национального университета им. Тараса Шевченко (на время выпуска — Луганского педагогического института при Восточноукраинском университете). Работал в сельской школе в с. Герасимовка Станично-Луганского района Луганской области, затем — в Луганском природном заповеднике НАН Украины. Окончил аспирантуру при Институте зоологии НАНУ под руководством И. Загороднюка. После защиты диссертации перешел на работу в Луганский национальный педагогический институт, где и работал до конца жизни.

## Научная деятельность
Научными исследованиями занимался с первого курса обучения в институте, чему способствовало знакомство с известным луганским орнитологом Виталием Ветровым. В дальнейшем, увлекшись изучением питания сов, жертвами (пищей) которых были преимущественно мелкие млекопитающие, перешел на изучение мелких млекопитающих (грызунов и землероек). Дипломную работу готовил по грызунам Луганской области.
Работая учителем, занимался изучением фауны почти исключительно путём проведения маршрутных экскурсий. В дальнейшем, при переходе на работу в Луганский природный заповедник целиком посвятил себя изучению фауны и экологии позвоночных животных, исследуя в течение работы в заповеднике все отделения — Стрельцовскую степь, Луганский природный заповедник и Придонцовскую пойму. Часто посещал другие заповедные территории и объекты восточных областей Украины. Благодаря этому, ему удалось собрать уникальный материал по составу фауны и особенностей экологии (уровни численности, биотопы т.д.) многих видов этих заповедников.
С именем Александра Кондратенко связаны находки двух новых для фауны Украины видов млекопитающих — Sicista severtzovi и Sicista strandii. Александр был активным участником всех ежегодных собраний украинского териологического общества.
Диссертация А. В. Кондратенко называлась «Микротериофауны Донецко—Донских и Донецко—Приазовских степей» и была защищена в Институте зоологии им. Ивана Шмальгаузена НАН Украины (Киев) 27 мая 2003 года. Александр огромное внимание уделял исследованию фауны Донецко—Донских (Старобельск) степей и бассейна Северского Донца. Большое внимание уделял изучению не только степных фаунистических комплексов, но и фауны Придинцивья. В 2000—2001 гг был участником уникальной по тематике и длине маршрута экспедиции в поисках редких видов млекопитающих. По результатам двух экспедиций был издан ряд важных публикаций, в том числе выявлено два новых вида летучих мышей — ночница ресничных и нетопыря пигмея.

## Педагогическая деятельность
После защиты диссертации Александр перешел на работу в Луганский педагогический университет, где стал ассистентом недавно созданной кафедры садово-паркового хозяйства и экологии. Именно с его именем связано успешное прохождение кафедрой аккредитации по специальности «экология», и весь коллектив видел Александра будущим заведующим кафедры.
За время работы в университете Александр Викторович создал мощное объединение студентов и преподавателей, называлось Эколого-туристический клуб «Корсак». За два года своей деятельности куратором этого клуба исследователь привлек к научной работе многих молодых ученых, часть из которых впоследствии стала аспирантами академических институтов и специалистами экологических, лесохозяйственных и охотничьих организаций и учреждений.
Четкие и ясные планы на докторантуру, новые научные исследования и дальнейшую педагогическую практику были оборваны трагической смертью 30 декабря 2004.

## Научные труды
Александр Кондратенко является автором 63 научных статей и тезисов докладов. Все в области зоологии (преимущественно орнитологические и териологического труда). Важнейшие научные работы А. В. Кондратенко:
- Кондратенко А. В. , Ветров В. В. О гнездовании серебристой чайки в Луганской области / / Птицы бассейна Северского Донца . Матер . 3 -й конференции " Изучение и охрана птиц бассейна Северского Донца " , 13-15 сент . 1995 г. — Харьков , 1996 . — Вып . 3 . — С. 68-70 .
- Кондратенко А. Фауна рукокрылых Луганской области / / Европейская ночь летучих мышей '98 в Украине / Под ред . И. Загороднюка . — Киев, 1998. — С. 139—145 . — (Труды Териологической школы, выпуск 1) .
- Кондратенко А. В. курганчиковая мышь ( Mus spicilegus  , Mammalia) в восточных регионах Украины / / Вестник зоологии . — 1998 . — Том 32 , № 5-6. , — С. 133—136 .
- Кондратенко А. , Загороднюк И. Степные грызуны как кандидаты в Бернских списков / / Млекопитающие Украины под охраной Бернской конвенции / Под ред . И. В. Загороднюка . — Киев, 1999 . — С. 185—191 . — (Труды Териологической Школы, выпуск 2) .
- Кузнецов В. , Кондратенко А. микротериофауны заповедных территорий Луганщины по результатам анализа погадок хищных птиц / / Заповедное дело в Украине . — 1999 . — Том 5 , № 2 . — С. 28-29 .
- Загороднюк И. В. , Кондратенко А. В. Sicista severtzovi и близкие к ней формы грызунов в Украине : цитогенетический и биогеографический анализ / / Вестник зоологии . — 2000 . — Suppl . 15 . — С. 101—107 .
- Кондратенко А. В. , Кузнецов В. Л. , Тимошенков В. А. Особенности питания ушастой совы (Asio otus) в Донецко — Донских и приазовских степях / / Вестник Луганского государственного педагогического университета имени Тараса Шевченко. Серия Биологические науки. — 2001 . — № 6 (38). — С. 116—120 .
- Кондратенко А. В. , Товпинец Н. Н. Млекопитающие в питании сов Донецко — Донских и Донецко — приазовских степей / / Вестник зоологии . — 2001 . — Том 35 , № 6 . , — С. 95-98 .
- Кондратенко А. В. , Мороз В. А. Современная авифауна заповедника " Провальская степь " и его окрестностей / / Заповедное дело в Украине . — 2002 . — Том 8 , выпуск 1 . — С. 57-62 .
- Загороднюк И. , Кондратенко А. , Домашлинец В. Хохуля (Desmana moschata) в бассейне Северского Донца / / Труды Териол . шк . — Вып . 4 . — Киев, 2002 . — 64 с .
- Ветров В. В. , Кондратенко А. В. Особенности питания Филина (Bubo bubo) в Луганской области (Восточная Украина) / / Вестник зоологии . — 2002 . — Том 36 , № 6 . — С. 31-38 .
- Загороднюк И. , Кондратенко А. биотопного дифференциация видов как основа поддержания высокого уровня видового разнообразия фауны / / Вестник Львовского университета . Серия биологическая . — 2002 . — № 30 . — С. 106—118 .
- Кондратенко А. , Петрушенко Я. , Годлевская А. Результаты исследования фауны летучих мышей (Chiroptera , Mammalia) долины среднего течения Северского Донца как аспект создания новых объектов ПЗФ / / Перспективы развития Луганщины в контексте экологических проблем Украины и мира . — Луганск 2002 . — С. 20-21 .
- Кондратенко А. В. , Колесников М. А. , Соловьева Т. В. Современное состояние фауны рукокрылых Луганского заповедника / / Вестник Луганского государственного педагогического университета имени Тараса Шевченко. Серия Биологические науки. — 2002 . — № 7 (51) июль. — С. 89-98 .
- Кондратенко А. В. микротериофауны Донецко — Донских и Донецко — Приазовських степей : Автореферат диссертации канд . биол . наук . — Киев : Институт зоологии НАНУ , 2003 . — 20 с .
- Кондратенко А. В. , Кузнецов В. Л. , Золотухина С. И. Хомячок, строкатка и слипачок (Rodentia , Mammalia) в Донецко — Донских и Донецко — приазовских степях / / Заповедное дело в Украине . — 2003 . — Том 9 , вып. 2 . — С. 30-33 .
- Кузьмис В. А. , Кондратенко А. В. , Кузнецов В. Л. Сообщества мелких млекопитающих в пойму рек Восточной Украины / / Зоологический журнал . — 2003 . — Том 82 , № 5 . — С. 639—647 .
- Колесников М. , Кондратенко А. История исследования хищных млекопитающих Донецко — Донских и Донецко — Приазовських степей / / Вестник Львовского университета . Серия биологическая . — 2004 . — Вып . 38. — С. 21-42 .
- Кондратенко А. В. , Загороднюк И. В. Состав и структура сходства микротериофауны заповедных участков восточной части Украины / / Ученые записки Таврического национального университета. Серия " Биология , Химия " . — 2004 . — Том 17 (56) , № 2 . — С. 82-89 .
- Колесников М. А. , Кондратенко А. В. Современное состояние популяций редких хищных млекопитающих семейства Mustelidae на юго — востоке Украины / / Ученые записки Таврического национального университета. Серия " Биология , Химия " . — 2004 . — Том 17 (56) , № 2 . — С. 121—129 .
- Кондратенко А. , Пилипенко Д. , Дьяков В. Особенности распространения крота европейского в долине среднего течения реки Северский Донец / / Научный вестник Ужгородского университета . Серия Биология. — 2005 . — Выпуск 17. — С. 165—168 .
- Кондратенко А. В. , Литвиненко С. П. Современное состояние орнитофауны заповедника " Придонцовская пойма " и его окрестностей / / Птицы бассейна Северского Донца . — Донецк , 2005 . — Выпуск 9 . — С. 19-29 .
- Глотов С. В. , Евтушенко А. А. , Кондратенко А. В. Раритетные виды насекомых квазиприродних экосистем г. Луганск / / Научная молодежь : Сборник трудов молодых ученых . — Луганск , 2005 . — С. 132—137 .
- Кондратенко А. История исследований микротериофауны региона Донецко — Донских и Донецко — Приазовських степей / / Териофауна востока Украины . — Луганск , 2006 . — С. 8-17 . — (Труды Териологической школы, выпуск 7).
- Кондратенко А. , Загороднюк И. микротериофауны заповедных участков Восточной Украины по результатам учетов ловушками и канавками / / Териофауна востока Украины . — Луганск , 2006 . — С. 120—135 . — (Труды Териологической школы, выпуск 7).
- Кондратенко А. , Загороднюк И. Зональные фаунистические группировки мелких млекопитающих восточной Украины и их исторические изменения / / Териофауна востока Украины . — Луганск , 2006 . — С. 167—173 . — (Труды Териол . Шк . Вып . 7).
- Кондратенко А. , Загороднюк И. , Товпинец М. Очерки о редких видах степных млекопитающих для нового издания Красной книги Украины / / Териофауна востока Украины . — Луганск , 2006 . — С. 204—210 . — (труда Териологической школы, выпуск 7).
- Загороднюк И. , Кондратенко А. Современное распространение и состояние популяций сусликов (Spermophilus) на востоке Украины / / Териофауна востока Украины . — Луганск , 2006 . — С. 211—214 . — (Труды Териологической школы, выпуск 7).

## Память
Памяти Александра Викторовича посвящён отдельный выпуск в серии «Труды Териологической школы», называющийся «Териофауна востока Украины» (2006). В этом выпуске помещены важнейшие териологические публикации Александра Викторовича и труды его ближайших коллег по темам и направлениям, которым исследователь уделял наибольшее внимание.
Памяти Александра Кондратенко посвящён XII териологический семинар, проведенный в Луганске в университете, где он когда-то учился и где работал последние два года своей жизни.